# Ferula pratovii
Ferula pratovii är en flockblommig växtart som beskrevs av Furkat Orunbaevich Khassanov och I.I.Malzev. Ferula pratovii ingår i släktet stinkflokesläktet, och familjen flockblommiga växter. Inga underarter finns listade i Catalogue of Life.